# 海南棱蜥
海南棱蜥（学名：Tropidophorus hainanus）为石龙子科棱蜥属的爬行动物。其种加词“hainanus”意为“海南的”。分布于越南、菲律宾以及中国大陆的海南、广西、江西、湖南、广东、贵州等地，主要栖息于山区小溪旁阴湿处以及活动于沟边、近岸的石头上。其生存的海拔范围为640至740米。该物种的模式产地在海南岛五指山附近。

## 保护
本种于2023年被收录入《有重要生态、科学、社会价值的陆生野生动物名录》。